# Cipriano Rivas Cherif
Pour les articles homonymes, voir Rivas et Cherif (homonymie).
Cipriano Rivas Cherif, né à Madrid le 13 janvier 1891 et mort le 23 décembre 1967 en exil à Mexico, est un metteur en scène, scénographe, dramaturge, poète, journaliste et traducteur espagnol.

## Biographie
Célèbre metteur en scène républicain avant la guerre d'Espagne, dirigeant du Teatro Español durant la République, son parcours est lié à celui de l'actrice Margarita Xirgu et du poète Federico García Lorca. Il a également collaboré avec l'artiste avant-gardiste Victorina Durán.
Il a un fils, le futur poète Enrique de Rivas, né à Madrid en 1931 du couple qu'il forme avec Carmen Ibáñez.

## Arrestation par la Gestapo et exil
Beau-frère du président de la Seconde République espagnole, Manuel Azaña, Cipriano Rivas l'accompagne dans son exil en France avec sa sœur Dolores Rivas Cherif.
Sous l'occupation, il est arrêté par la Gestapo à Pyla-sur-Mer. Livré, il reste en prison en Espagne, condamné par le régime franquiste.
Il doit s'exiler au Mexique où il finit sa vie en exil auprès de sa famille.